# Boarmia piperitaria
Boarmia piperitaria är en fjärilsart som beskrevs av Stephens 1829. Boarmia piperitaria ingår i släktet Boarmia och familjen mätare. Inga underarter finns listade i Catalogue of Life.